# Diecezja Torreón
Diecezja Torreón (łac. Dioecesis Torreonensis) – diecezja Kościoła rzymskokatolickiego w Meksyku, należąca do archidiecezji Durango.

## Historia
19 czerwca 1957 roku papież Pius XII konstytucją apostolską Qui hanc erygował diecezję Torreón. Dotychczas wierni z tych terenów należeli do diecezji Saltillo.

## Ordynariusze
- Fernando Romo Gutiérrez (1958-1990)
- Luis Morales Reyes (1990-1999)
- José Guadalupe Galván Galindo (2000-2017)
- Luis Martín Barraza Beltrán (od 2017)